# Liste der Tatbestände des deutschen Strafgesetzbuches
Da es sich bei der Liste der Tatbestände des deutschen Strafgesetzbuches um eine Übersicht aller Straftaten des deutschen Strafgesetzbuches handelt, sind Abschnitte zu Themen wie Nebenfolgen, Begriffsbestimmungen etc. nicht aufgelistet.
Qualifikationstatbestände, Sonderdelikte, Strafzumessungsregeln und in der Regel auch Fahrlässigkeitsdelikte werden im Grundtatbestand erklärt und sind deshalb nicht verlinkt, stattdessen aber dem Grundtatbestand untergeordnet und mit dem Buchstaben Q, SD, SZ oder F versehen.
Der hier abgebildete Stand vom 3. August 2024 umfasst 321  Straftatbestände.

## Straftatbestände des deutschen Strafgesetzbuches

### Friedensverrat, Hochverrat und Gefährdung des demokratischen Rechtsstaates
- Friedensverrat
  - Aufstacheln zum Verbrechen der Aggression (§ 80a)
- Hochverrat
  - Hochverrat gegen den Bund (§ 81)
  - Hochverrat gegen ein Land (§ 82)
  - Vorbereitung eines hochverräterischen Unternehmens (§ 83)
- Gefährdung des demokratischen Rechtsstaates
  - Fortführung einer für verfassungswidrig erklärten Partei (§ 84)
  - Verstoß gegen ein Vereinigungsverbot (§ 85)
  - Verbreiten von Propagandamitteln verfassungswidriger und terroristischer Organisationen (§ 86)
  - Verwenden von Kennzeichen verfassungswidriger und terroristischer Organisationen (§ 86a)
  - Agententätigkeit zu Sabotagezwecken (§ 87)
  - Verfassungsfeindliche Sabotage (§ 88)
  - Verfassungsfeindliche Einwirkung auf Bundeswehr und öffentliche Sicherheitsorgane (§ 89)
  - Vorbereitung einer schweren staatsgefährdenden Gewalttat (§ 89a)
  - Aufnahme von Beziehungen zur Begehung einer schweren staatsgefährdenden Gewalttat (§ 89b)
  - Terrorismusfinanzierung (§ 89c)
  - Verunglimpfung des Bundespräsidenten (§ 90)
  - Verunglimpfung des Staates und seiner Symbole (§ 90a)
  - Verfassungsfeindliche Verunglimpfung von Verfassungsorganen (§ 90b)
  - Verunglimpfen von Symbolen der Europäischen Union (§ 90c)
  - Anleitung zur Begehung einer schweren staatsgefährdenden Gewalttat (§ 91)

### Landesverrat und Gefährdung der äußeren Sicherheit
- Landesverrat (§ 94)
- Offenbaren von Staatsgeheimnissen (§ 95)
- Landesverräterische Ausspähung; Auskundschaften von Staatsgeheimnissen (§ 96)
- Preisgabe von Staatsgeheimnissen (§ 97)
- Verrat illegaler Geheimnisse (§ 97a)
- Verrat in irriger Annahme eines illegalen Geheimnisses (§ 97b)
- Landesverräterische Agententätigkeit (§ 98)
- Geheimdienstliche Agententätigkeit (§ 99)
- Friedensgefährdende Beziehungen (§ 100)
- Landesverräterische Fälschung (§ 100a)

### Straftaten gegen ausländische Staaten
- Angriff gegen Organe und Vertreter ausländischer Staaten (§ 102)
- Verletzung von Flaggen und Hoheitszeichen ausländischer Staaten (§ 104)

### Straftaten gegen Verfassungsorgane sowie bei Wahlen und Abstimmungen
- Nötigung von Verfassungsorganen (§ 105)
- Nötigung des Bundespräsidenten und von Mitgliedern eines Verfassungsorgans (§ 106)
- Störung der Tätigkeit eines Gesetzgebungsorgans (§ 106b)
- Wahlbehinderung (§ 107)
- Wahlfälschung (§ 107a)
- Fälschung von Wahlunterlagen (§ 107b)
- Verletzung des Wahlgeheimnisses (§ 107c)
- Wählernötigung (§ 108)
- Wählertäuschung (§ 108a)
- Wählerbestechung (§ 108b)
- Bestechlichkeit und Bestechung von Mandatsträgern (§ 108e)
- Unzulässige Interessenwahrnehmung (§ 108f)

### Straftaten gegen die Landesverteidigung
- Wehrpflichtentziehung durch Verstümmelung (§ 109)
- Wehrpflichtentziehung durch Täuschung (§ 109a)
- Störpropaganda gegen die Bundeswehr (§ 109d)
- Sabotagehandlungen an Verteidigungsmitteln (§ 109e)
- Sicherheitsgefährdender Nachrichtendienst (§ 109f)
- Sicherheitsgefährdendes Abbilden (§ 109g)
- Anwerben für fremden Wehrdienst (§ 109h)

### Widerstand gegen die Staatsgewalt
- Öffentliche Aufforderung zu Straftaten (§ 111)
- Widerstand gegen Vollstreckungsbeamte (§ 113)
- Tätlicher Angriff auf Vollstreckungsbeamte (§ 114)
- Widerstand gegen und tätlicher Angriff auf Personen, die Vollstreckungsbeamten gleichstehen (§ 115)
- Gefangenenbefreiung (§ 120)
- Gefangenenmeuterei (§ 121)

### Straftaten gegen die öffentliche Ordnung
- Hausfriedensbruch (§ 123)
  - Schwerer Hausfriedensbruch (Q) (§ 124)
- Landfriedensbruch (§ 125)
  - Besonders schwerer Fall des Landfriedensbruchs (Q) (§ 125a)
- Störung des öffentlichen Friedens durch Androhung von Straftaten (§ 126)
- Gefährdendes Verbreiten personenbezogener Daten (§ 126a)
- Betreiben krimineller Handelsplattformen im Internet (§ 127)
- Bildung bewaffneter Gruppen (§ 128)
- Bildung krimineller Vereinigungen (§ 129)
- Bildung terroristischer Vereinigungen (§ 129a)
- Kriminelle und terroristische Vereinigung im Ausland (§ 129b)
- Volksverhetzung (§ 130)
- Anleitung zu Straftaten (§ 130a)
- Gewaltdarstellung (§ 131)
- Amtsanmaßung (§ 132)
- Missbrauch von Titeln, Berufsbezeichnungen und Abzeichen (§ 132a)
- Verwahrungsbruch (§ 133)
- Verletzung amtlicher Bekanntmachungen (§ 134)
- Verstrickungsbruch; Siegelbruch (§ 136)
- Nichtanzeige geplanter Straftaten (§ 138)
- Belohnung und Billigung von Straftaten (§ 140)
- Unerlaubtes Entfernen vom Unfallort (§ 142)
- Mißbrauch von Notrufen und Beeinträchtigung von Unfallverhütungs- und Nothilfemitteln (§ 145)
- Verstoß gegen Weisungen während der Führungsaufsicht (§ 145a)
- Verstoß gegen das Berufsverbot (§ 145c)
- Vortäuschen einer Straftat (§ 145d)

### Geld- und Wertzeichenfälschung
- Geldfälschung (§ 146)
- Inverkehrbringen von Falschgeld (§ 147)
- Wertzeichenfälschung (§ 148)
- Vorbereitung der Fälschung von Geld und Wertzeichen (§ 149)
- Fälschung von Zahlungskarten, Schecks, Wechseln und anderen körperlichen unbaren Zahlungsinstrumenten (§ 152a)
- Fälschung von Zahlungskarten mit Garantiefunktion (§ 152b)
- Vorbereitung des Diebstahls und der Unterschlagung von Zahlungskarten, Schecks, Wechseln und anderen körperlichen unbaren Zahlungsinstrumenten (§ 152c)

### Falsche uneidliche Aussage und Meineid
- Falsche uneidliche Aussage (§ 153)
- Meineid (§ 154)
- Falsche Versicherung an Eides statt (§ 156)
- Versuch der Anstiftung zur Falschaussage (§ 159)
- Verleitung zur Falschaussage (§ 160)
- Fahrlässiger Falscheid; fahrlässige falsche Versicherung an Eides statt (§ 161)

### Falsche Verdächtigung
- Falsche Verdächtigung (§ 164)

### Straftaten, welche sich auf Religion und Weltanschauung beziehen
- Beschimpfung von Bekenntnissen, Religionsgesellschaften und Weltanschauungsvereinigungen (§ 166)
- Störung der Religionsausübung (§ 167)
- Störung einer Bestattungsfeier (§ 167a)
- Störung der Totenruhe (§ 168)

### Straftaten gegen den Personenstand, die Ehe und die Familie
- Personenstandsfälschung (§ 169)
- Verletzung der Unterhaltspflicht (§ 170)
- Verletzung der Fürsorge- oder Erziehungspflicht (§ 171)
- Doppelehe; doppelte Lebenspartnerschaft (§ 172)
- Beischlaf zwischen Verwandten (§ 173)

### Straftaten gegen die sexuelle Selbstbestimmung
- Sexueller Missbrauch von Schutzbefohlenen (§ 174)
- Sexueller Missbrauch von Gefangenen, behördlich Verwahrten oder Kranken und Hilfsbedürftigen in Einrichtungen (§ 174a)
- Sexueller Missbrauch unter Ausnutzung einer Amtsstellung (§ 174b)
- Sexueller Missbrauch unter Ausnutzung eines Beratungs-, Behandlungs- oder Betreuungsverhältnisses (§ 174c)
- Sexueller Missbrauch von Kindern (§ 176)
- Sexueller Missbrauch von Kindern ohne Körperkontakt mit dem Kind (§ 176a)
- Vorbereitung des sexuellen Missbrauchs von Kindern (§ 176b)
  - Schwerer sexueller Missbrauch von Kindern (Q) (§ 176c)
  - Sexueller Missbrauch von Kindern mit Todesfolge (Q) (§ 176d)
- Verbreitung und Besitz von Anleitungen zu sexuellem Missbrauch von Kindern (§ 176e)
- Sexueller Übergriff; Sexuelle Nötigung; Vergewaltigung (§ 177)
  - Sexueller Übergriff, sexuelle Nötigung und Vergewaltigung mit Todesfolge (Q) (§ 178)
- Förderung sexueller Handlungen Minderjähriger (§ 180)
- Ausbeutung von Prostituierten (§ 180a)
- Zuhälterei (§ 181a)
- Sexueller Missbrauch von Jugendlichen (§ 182)
- Exhibitionistische Handlungen (§ 183)
- Erregung öffentlichen Ärgernisses (§ 183a)
- Verbreitung pornographischer Inhalte (§ 184)
- Verbreitung gewalt- oder tierpornographischer Inhalte (§ 184a)
- Verbreitung, Erwerb und Besitz kinderpornographischer Inhalte (§ 184b)
- Verbreitung, Erwerb und Besitz jugendpornographischer Inhalte (§ 184c)
- Veranstaltung und Besuch kinder- und jugendpornographischer Darbietungen (§ 184e)
- Ausübung der verbotenen Prostitution (§ 184f)
- Jugendgefährdende Prostitution (§ 184g)
- Sexuelle Belästigung (§ 184i)
- Straftaten aus Gruppen (§ 184j)
- Verletzung des Intimbereichs durch Bildaufnahmen (§ 184k)
- Inverkehrbringen, Erwerb und Besitz von Sexpuppen mit kindlichem Erscheinungsbild (§ 184l)

### Beleidigung
- Beleidigung (§ 185)
- Üble Nachrede (§ 186)
- Verleumdung (§ 187)
- Gegen Personen des politischen Lebens gerichtete Beleidigung, üble Nachrede und Verleumdung (Q) (§ 188)
- Verunglimpfung des Andenkens Verstorbener (§ 189)
- Verhetzende Beleidigung (§ 192a)

### Verletzung des persönlichen Lebens- und Geheimbereichs
- Verletzung der Vertraulichkeit des Wortes (§ 201)
- Verletzung des höchstpersönlichen Lebensbereichs und von Persönlichkeitsrechten durch Bildaufnahmen (§ 201a)
- Verletzung des Briefgeheimnisses (§ 202)
- Ausspähen von Daten (§ 202a)
- Abfangen von Daten (§ 202b)
- Vorbereiten des Ausspähens und Abfangens von Daten (§ 202c)
- Datenhehlerei (§ 202d)
- Verletzung von Privatgeheimnissen (§ 203)
- Verwertung fremder Geheimnisse (§ 204)
- Verletzung des Post- oder Fernmeldegeheimnisses (§ 206)

### Straftaten gegen das Leben
- Mord (§ 211)
- Totschlag (§ 212)
  - Minder schwerer Fall des Totschlags (SZ) (§ 213)
- Tötung auf Verlangen (§ 216)
- Geschäftsmäßige Förderung der Selbsttötung (§ 217, am 26. Februar 2020 vom Bundesverfassungsgericht für nichtig erklärt)
- Schwangerschaftsabbruch (§ 218)
- Schwangerschaftsabbruch ohne ärztliche Feststellung; unrichtige ärztliche Feststellung (§ 218b)
- Ärztliche Pflichtverletzung bei einem Schwangerschaftsabbruch (§ 218c)
- Inverkehrbringen von Mitteln zum Abbruch der Schwangerschaft (§ 219b)
- Aussetzung (§ 221)
- Fahrlässige Tötung (F) (§ 222)

### Straftaten gegen die körperliche Unversehrtheit
- Körperverletzung (§ 223)
  - Gefährliche Körperverletzung (Q) (§ 224)
- Misshandlung von Schutzbefohlenen (§ 225)
  - Schwere Körperverletzung (Q) (§ 226)
  - Verstümmelung weiblicher Genitalien  (§ 226a)
  - Körperverletzung mit Todesfolge (Q) (§ 227)
  - Fahrlässige Körperverletzung (F) (§ 229)
- Beteiligung an einer Schlägerei (§ 231)

### Straftaten gegen die persönliche Freiheit
- Menschenhandel (§ 232)
- Zwangsprostitution (§ 232a)
- Zwangsarbeit (§ 232b)
- Ausbeutung der Arbeitskraft (§ 233)
- Ausbeutung unter Ausnutzung einer Freiheitsberaubung (§ 233a)
- Menschenraub (§ 234)
- Verschleppung (§ 234a)
- Verschwindenlassen von Personen (§ 234b)
- Entziehung Minderjähriger (§ 235)
- Kinderhandel (§ 236)
- Zwangsheirat (§ 237)
- Nachstellung (§ 238)
- Freiheitsberaubung (§ 239)
  - Erpresserischer Menschenraub (§ 239a)
  - Geiselnahme (§ 239b)
- Nötigung (§ 240)
- Bedrohung (§ 241)
- Politische Verdächtigung (§ 241a)

### Diebstahl und Unterschlagung
- Diebstahl (§ 242)
  - Besonders schwerer Fall des Diebstahls (SZ) (§ 243)
  - Diebstahl mit Waffen; Bandendiebstahl; Wohnungseinbruchdiebstahl (Q) (§ 244)
  - Schwerer Bandendiebstahl (Q) (§ 244a)
- Unterschlagung (§ 246)
- Haus- und Familiendiebstahl (§ 247)
- Unbefugter Gebrauch eines Fahrzeugs (§ 248b)
- Entziehung elektrischer Energie (§ 248c)

### Raub und Erpressung
- Raub (§ 249)
  - Schwerer Raub (Q) (§ 250)
  - Raub mit Todesfolge (Q) (§ 251)
- Räuberischer Diebstahl (§ 252)
- Erpressung (§ 253)
  - Räuberische Erpressung (Q) (§ 255)

### Begünstigung und Hehlerei
- Begünstigung (§ 257)
- Strafvereitelung (§ 258)
  - Strafvereitelung im Amt (Q) (§ 258a)
- Hehlerei (§ 259)
  - Gewerbsmäßige Hehlerei; Bandenhehlerei (Q) (§ 260)
  - Gewerbsmäßige Bandenhehlerei (Q) (§ 260a)
- Geldwäsche (§ 261)

### Betrug und Untreue
- Betrug (§ 263)
- Computerbetrug (§ 263a)
- Subventionsbetrug (§ 264)
- Kapitalanlagebetrug (§ 264a)
- Versicherungsmissbrauch (§ 265)
- Erschleichen von Leistungen (§ 265a)
- Kreditbetrug (§ 265b)
- Sportwettbetrug (§ 265c)
- Manipulation von berufssportlichen Wettbewerben (§ 265d)
- Besonders schwere Fälle des Sportwettbetrugs und der Manipulation von berufssportlichen Wettbewerben (SZ) (§ 265e)
- Untreue (§ 266)
- Vorenthalten und Veruntreuen von Arbeitsentgelt (§ 266a)
- Missbrauch von Scheck- und Kreditkarten (§ 266b)

### Urkundenfälschung
- Urkundenfälschung (§ 267)
- Fälschung technischer Aufzeichnungen (§ 268)
- Fälschung beweiserheblicher Daten (§ 269)
- Täuschung im Rechtsverkehr bei Datenverarbeitung (§ 270)
- Mittelbare Falschbeurkundung (§ 271)
- Verändern von amtlichen Ausweisen (§ 273)
- Urkundenunterdrückung; Veränderung einer Grenzbezeichnung (§ 274)
- Vorbereitung der Fälschung von amtlichen Ausweisen; Vorbereitung der Herstellung von unrichtigen Impfausweisen (§ 275)
- Verschaffen von falschen amtlichen Ausweisen (§ 276)
- Unbefugtes Ausstellen von Gesundheitszeugnissen (§ 277)
- Ausstellen unrichtiger Gesundheitszeugnisse (§ 278)
- Gebrauch unrichtiger Gesundheitszeugnisse (§ 279)
- Missbrauch von Ausweispapieren (§ 281)

### Insolvenzstraftaten
- Bankrott (§ 283)
  - Besonders schwerer Fall des Bankrotts (SZ) (§ 283a)
- Verletzung der Buchführungspflicht (§ 283b)
- Gläubigerbegünstigung (§ 283c)
- Schuldnerbegünstigung (§ 283d)

### Strafbarer Eigennutz
- Unerlaubte Veranstaltung eines Glücksspiels (§ 284)
- Beteiligung am unerlaubten Glücksspiel (§ 285)
- Unerlaubte Veranstaltung einer Lotterie oder einer Ausspielung (§ 287)
- Vereiteln der Zwangsvollstreckung (§ 288)
- Pfandkehr (§ 289)
- Unbefugter Gebrauch von Pfandsachen (§ 290)
- Wucher (§ 291)
- Jagdwilderei (§ 292)
- Fischwilderei (§ 293)
- Gefährdung von Schiffen, Kraft- und Luftfahrzeugen durch Bannware (§ 297)

### Straftaten gegen den Wettbewerb
- Wettbewerbsbeschränkende Absprachen bei Ausschreibungen (§ 298)
- Bestechlichkeit und Bestechung im geschäftlichen Verkehr (§ 299)
- Bestechlichkeit im Gesundheitswesen (§ 299a)
- Bestechung im Gesundheitswesen (§ 299b)
  - Besonders schwere Fälle der Bestechlichkeit und Bestechung im geschäftlichen Verkehr und im Gesundheitswesen (Q) (§ 300)

### Sachbeschädigung
- Sachbeschädigung (§ 303)
  - Datenveränderung (SD) (§ 303a)
  - Computersabotage (SD) (§ 303b)
  - Gemeinschädliche Sachbeschädigung (Q) (§ 304)
  - Zerstörung von Bauwerken (Q) (§ 305)
  - Zerstörung wichtiger Arbeitsmittel (Q) (§ 305a)

### Gemeingefährliche Straftaten
- Brandstiftung (§ 306)
- Schwere Brandstiftung (§ 306a)
  - Besonders schwere Brandstiftung (Q) (§ 306b)
  - Brandstiftung mit Todesfolge (Q) (§ 306c)
- Fahrlässige Brandstiftung (F) (§ 306d)
- Herbeiführen einer Brandgefahr (konkretes Gefährdungsdelikt) (§ 306f)
- Herbeiführen einer Explosion durch Kernenergie (§ 307)
- Herbeiführen einer Sprengstoffexplosion (§ 308)
- Missbrauch ionisierender Strahlen (§ 309)
- Vorbereitung eines Explosions- oder Strahlungsverbrechens (§ 310)
- Freisetzen ionisierender Strahlen (§ 311)
- Fehlerhafte Herstellung einer kerntechnischen Anlage (§ 312)
- Herbeiführen einer Überschwemmung (§ 313)
- Gemeingefährliche Vergiftung (§ 314)
- Gefährliche Eingriffe in den Bahn-, Schiffs- und Luftverkehr (§ 315)
- Gefährdung des Bahn-, Schiffs- und Luftverkehrs (§ 315a)
- Gefährlicher Eingriff in den Straßenverkehr (§ 315b)
- Gefährdung des Straßenverkehrs (§ 315c)
- Verbotene Kraftfahrzeugrennen (§ 315d)
- Trunkenheit im Verkehr (§ 316)
- Räuberischer Angriff auf Kraftfahrer (§ 316a)
- Störung öffentlicher Betriebe (§ 316b)
- Angriffe auf den Luft- und Seeverkehr (§ 316c)
- Störung von Telekommunikationsanlagen (§ 317)
- Beschädigung wichtiger Anlagen (§ 318)
- Baugefährdung (§ 319)
- Vollrausch (§ 323a)
- Gefährdung einer Entziehungskur (§ 323b)
- Unterlassene Hilfeleistung; Behinderung von hilfeleistenden Personen (§ 323c)

### Straftaten gegen die Umwelt
- Gewässerverunreinigung (§ 324)
- Bodenverunreinigung (§ 324a)
- Luftverunreinigung (§ 325)
- Verursachen von Lärm, Erschütterungen und nichtionisierenden Strahlen (§ 325a)
- Unerlaubter Umgang mit gefährlichen Abfällen (§ 326)
- Unerlaubtes Betreiben von Anlagen (§ 327)
- Unerlaubter Umgang mit radioaktiven Stoffen und anderen gefährlichen Stoffen und Gütern (§ 328)
- Gefährdung schutzbedürftiger Gebiete (§ 329)
- Besonders schwerer Fall einer Umweltstraftat (§ 330)
- Schwere Gefährdung durch Freisetzen von Giften (§ 330a)

### Straftaten im Amt
- Vorteilsannahme (§ 331)
- Bestechlichkeit (§ 332)
- Vorteilsgewährung (§ 333)
- Bestechung (§ 334)
  - Besonders schwere Fälle der Bestechlichkeit und Bestechung (Q) (§ 335)
- Unterlassen der Diensthandlung (§ 336)
- Schiedsrichtervergütung (§ 337)
- Rechtsbeugung (§ 339)
- Körperverletzung im Amt (Q von Körperverletzung – Amtsdelikt) (§ 340)
- Aussageerpressung (§ 343)
- Verfolgung Unschuldiger (§ 344)
- Vollstreckung gegen Unschuldige (§ 345)
- Falschbeurkundung im Amt (Amtsdelikt) (§ 348)
- Gebührenüberhebung (Amtsdelikt) (§ 352)
- Abgabenüberhebung; Leistungskürzung (jeweils Amtsdelikte) (§ 353)
- Vertrauensbruch im auswärtigen Dienst (§ 353a)
- Verletzung des Dienstgeheimnisses und einer besonderen Geheimhaltungspflicht (§ 353b)
- Verbotene Mitteilungen über Gerichtsverhandlungen (§ 353d)
- Verletzung des Steuergeheimnisses (§ 355)
- Parteiverrat (§ 356)
- Verleitung eines Untergebenen zu einer Straftat (§ 357)